# Korpus Północny
Korpus Północny (ros. Северный корпус), utworzony jako  Pskowski Korpus Ochotniczy (ros. Псковский добровольческий корпус) – formacja wojskowa białych podczas wojny domowej w Rosji
10 października 1918 r. w Pskowie z inicjatywy młodych oficerów rtm. Giergija A. Gosztowta, rtm. W. G. von Rozenberga i rtm. A. K. Gerszelmana zostało otwarte Biuro ds. Przyjęcia Ochotników w skład formowanego Pskowskiego Korpusu Ochotniczego. Rotmistrzowie kierowali miejscowym oddziałem piotrogradzkiej organizacji antybolszewickiej o charakterze monarchistycznym gen. Nikołaja N. Judenicza. W ciągu pierwszego tygodnia zgłosiło się ok. 1,5 tys. ochotników, z których aż 40% było oficerami. Wkrótce kolejne biura werbunkowe zostały utworzone w Ostrowie, Dźwińsku, Rzeżycy, Narwie, Rewlu, Rydze, Mitawie i Juriewie. Naczelnikiem wszystkich biur znajdujących się w krajach bałtyckich był rtm. Władimir A. von Adlerberg. Ponadto w celu prowadzenia werbunku do korpusu zostali posłani oficerowie do Wilna, Kowna i Grodna. Natomiast do Niemiec wyjechała komisja na czele z baronem płk. Wolfem, która miała prowadzić werbunek w obozach jenieckich dla rosyjskich wojskowych. Prowadzono też tajny werbunek na terenach zajmowanych przez bolszewików. Do końca października 1918 r. sformowano Pułki 1 Pskowski, 2 Ostrowski i 3 Rzeżycki, liczące po ok. 500 żołnierzy, pskowską brygadę artylerii i 2 oddziały ochronne, a także oddziały płk. Nieplujewa, płk. Afanasjewa, płk. Andrieja I. Bibikowa, por. A. D. Daniowa i Batalion Tałabski sztabsrotmistrza Borysa S. Permikina oraz oddział samochodów pancernych. W Pskowie stacjonował, przynależący do Armii Południowej, 53 Wołyński Pułk Piechoty ppłk. D. R. Wietrenki. Pskowski Korpus Ochotniczy wchodził w skład Armii Północnej pod dowództwem grafa gen. Fiodora A. Kellera. Pod koniec października młodsi oficerowie, dowodzący pierwotnie oddziałami korpusu, zdali dowództwo przybyłym z Rewla starszym oficerom. W ten sposób szefem sztabu korpusu został gen. mjr B. S. Malawin, do sztabu wszedł gen. Aleksiej J. Wandam, zaś dowódcą 1 Dywizji Strzeleckiej, utworzonej z Pułków Pskowskiego, Ostrowskiego i Rzeżyckiego, został gen. mjr Nikiforow, a następnie gen. mjr P. N. Simanski. 2 listopada do korpusu przeszedł od bolszewików konny oddział rtm. Stanisława Bułak-Bałachowicza oraz 3 statki Flotylli Czudzkiej z Jeziora Pejpus dowodzone przez kpt. 2 rangi Dmitrija D. Nielidowa. W ten sposób liczebność korpusu osiągnęła ok. 3,5 tys. żołnierzy. 22 listopada na jego czele stanął płk G. G. von Neff, zaś szefem sztabu został rtm. W. G. von Rozenberg. W końcu listopada korpus liczył już ok. 4,5 tys. ludzi, w tym ok. 1,5 tys. oficerów. Po zajęciu Pskowa przez wojska bolszewickie oddziały korpusu wycofały się w walce na terytorium Estonii, oprócz oddziału płk. Afanasjewa, który przeszedł do Lipawy. Większość korpusu oficerskiego korpusu przybyła do Rygi, gdzie część formacji wraz z Bałtycką Landeswehrą próbował przejąć pod swoje zwierzchnictwo płk Aleksandr P. Rodzianko. 
W Estonii Pskowski Korpus Ochotniczy pod koniec stycznia 1919 r. został przemianowany na Samodzielny Korpus Armii Północnej, lub skrótowo Korpus Północny, pod dowództwem płk. A. I. Bibikowa, płk. W. W. von Wala, a ostatecznie płk. A. F. Dzierożinskiego. Korpus składał się z Oddziału Wschodniego rtm. A. Bułak-Bałachowicza, a następnie gen. mjr. A. P. Rodzianki, i Oddziału Zachodniego płk. W. W. von Wala, potem płk. A. F. Dzierożinskiego, a na końcu płk. W. A. Ananina.